# Åsa Regnér
Åsa Charlotte Regnér (geboortenaam Pettersson (26 augustus 1964, Malmberget) is een Zweedse politicus. Regnér is lid van de Sociaal Democratische partij. Ze werd op 3 oktober 2014 de minister van Kinderen, Ouderen en Gendergelijkheid in het Kabinet-Löfven. Op 6 maart 2018 trad Regnér terug als minister in het Zweedse kabinet omdat ze de adjunct-directeur werd van de UN Women, de organisatie van de Verenigde Naties voor vrouwenrechten en gendergelijkheid.. Regnér was al eerder de (lands)directeur van UN Women in Bolivia.. Regnér werd opgevolgd als minister van Kinderen, Ouderen en Gendergelijkheid door Lena Hallengren.